# Periophthalmus spilotus
Periophthalmus spilotus is een straalvinnige vissensoort uit de familie van grondels (Gobiidae). De wetenschappelijke naam van de soort is voor het eerst geldig gepubliceerd in 1999 door Murdy & Takita.